# سید زین‌العابدین رحیم‌زاده خوئی
زین‌العابدین رحیم‌زاده خوئی سیاست‌مدار ایرانی بود، که در  دوره چهاردهم  به‌عنوان نماینده تبریزانتخاب ولی همراه با سید جعفر پیشه وری رد صلاحیت شد و به مجلس راه نیافت.